# Spotswood, Victoria
Spotswood är en stadsdel i Melbourne i Australien. Den ligger i kommunen Hobsons Bay och delstaten Victoria, nära centrala Melbourne. Antalet invånare är 2 339.